# Conill holandès

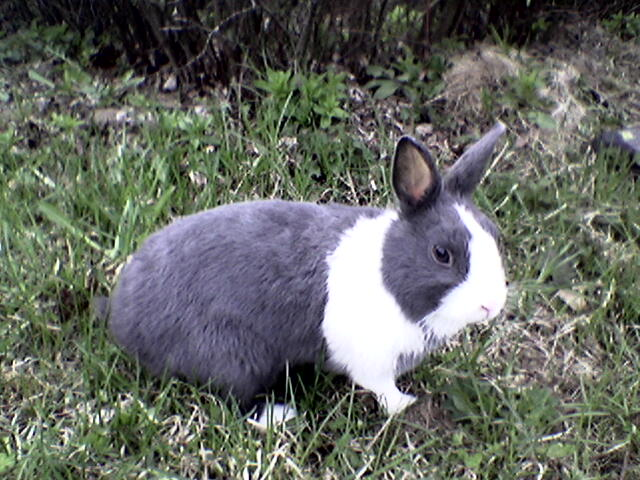
Conill holandès

El conill holandès és una raça de conill domèstic molt antiga. Fou seleccionat a Anglaterra a partir de conills provinents dels Països Baixos per a abastir el mercat anglès de carn de conill.
Aquesta raça de conill presenta la particularitat de tenir un pelatge bigarrat. Aquest patró particular, amb un color que és molt variable a conseqüència del treball dels criadors per a introduir-hi nous tons, garantí l'èxit de la raça com a animal de companyia. Forma part de les races més populars al món en aquest sentit.

## Història
Aquesta raça ja fou descrita per Charles Cornevin el 1897, quan es trobava a Bèlgica, als Països Baixos i Anglaterra. però sembla que el seu origen és holandès. Descendeix dels conills bigarrats de Brabant. Sorgí de conills holandesos que a la dècada del 1830 abastaven el mercat de la carn de conill a Anglaterra de manera setmanal. Alguns criadors anglesos decidiren aleshores seleccionar aquest conill per tal de fixar-ne el patró de coloració. Així doncs, aquests esforços de selecció desembocaren en una disminució de la talla i taques de color simètriques.
El conill holandès esdevingué un conill de decoració i es desenvolupà com a tal a nombrosos països, particularment als Estats Units.